# Gelrevapenboken

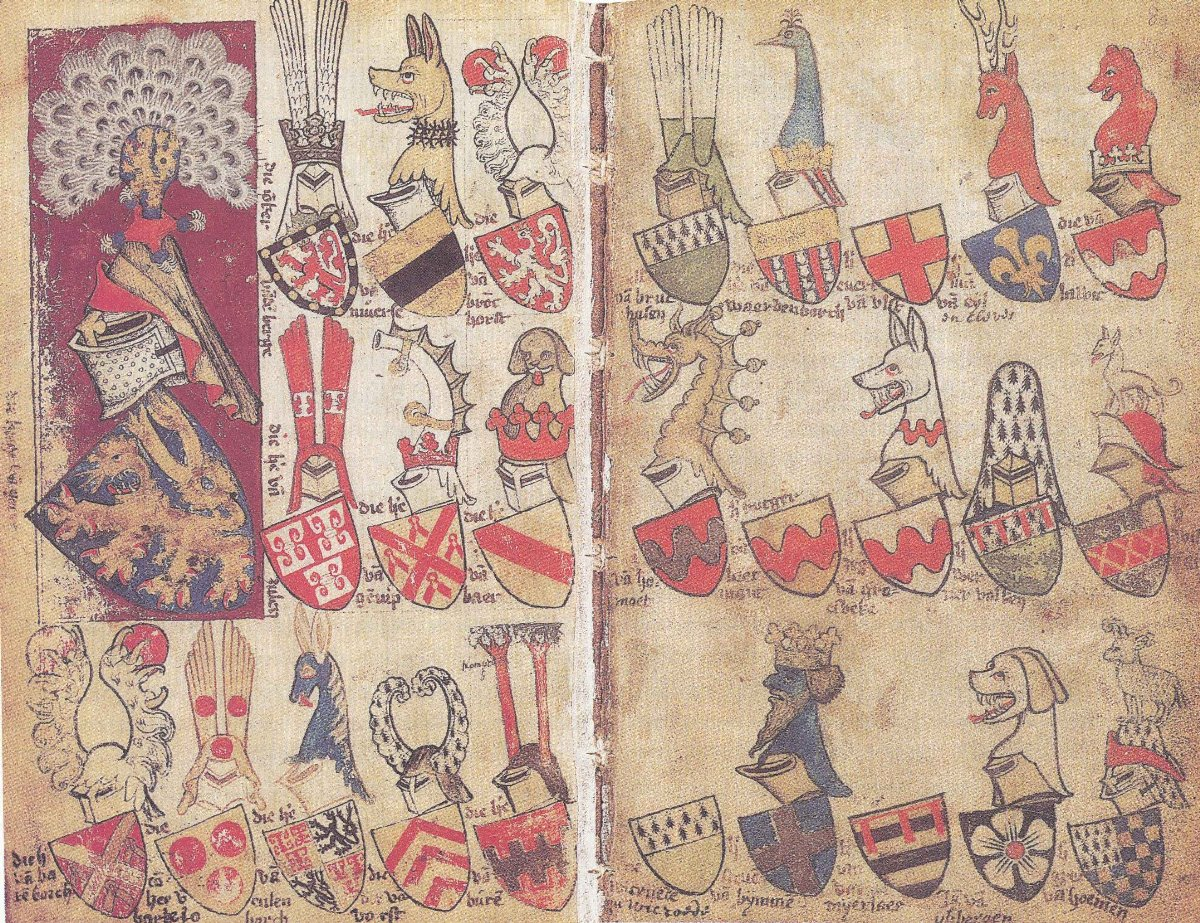
Uppslag ur Gelrevapenboken.

Gelrevapenboken eller Armorial Gelre är en nederländsk vapenbok från 1300-talet. Den innehåller över 1 800 heraldiska vapen och är en av de viktigaste källorna om medeltida heraldik i Europa.